# A3式野战火箭炮

志愿军炮兵装备的A3式野战火箭炮

A3式野战火箭炮是1948年第二次国共内战期间解放区兵工厂第五二工厂研制的一款多管火箭炮，1949年装备解放军，朝鲜战争爆发后该炮随志愿军入朝，在云山战役中被用来攻击美国陆军第一骑兵师。该炮有6个发射管，口径102毫米，发火装置以蓄电池为电源，射程5公里。